# Crise de Samoa
A Crise de Samoa foi um confronto entre os Estados Unidos, a Alemanha e a Grã-Bretanha entre 1887 e 1889 pelo controle das Ilhas Samoa, durante a Primeira Guerra Civil de Samoa. No ápice do confronto, três navios de guerra estadunidenses - Vandalia, Trenton e Nipsic - foram destruídos junto com os três navios de guerra alemães - Adler, Olga e Eber. Os seis navios enfrentaram-se em um confronto tenso durante vários meses no porto de Apia que era monitorado pelo navio de guerra britânico HMS Calliope.
Em 15 e 16 de março de 1889, o ciclone de Apia destruiu todos os seis navios de guerra estadunidenses e alemães no porto, encerrando o impasse. O Calliope conseguiu escapar do porto e sobreviver à tempestade. Robert Louis Stevenson testemunhou a tempestade e suas consequências em Apia e mais tarde escreveu sobre o que viu. A guerra civil samoana prosseguiu, envolvendo estadunidenses e alemães, o que resultou, por meio da Convenção Tripartite de 1899, na partição das Ilhas Samoanas em Samoa Americana e Samoa alemã.